# O Cortiço
O Cortiço é um romance naturalista do brasileiro Aluísio Azevedo, publicado em 1890, que denuncia a exploração e as péssimas condições de vida dos moradores das estalagens ou dos cortiços cariocas do final do século XIX e posto a denunciar o capitalismo selvagem.

## Estilo
Alfredo Bosi destaca que Azevedo não se importa em construir um enredo, mas em criar personagens convincentes:
Só em O Cortiço Aluísio atinou de fato com a fórmula que se ajustava ao seu talento: desistindo de montar um enredo em função de pessoas, ateve-se à sequência de descrições muito precisas onde cenas coletivas e tipos psicologicamente primários fazem, no conjunto, do cortiço, a personagem mais convincente do nosso romance naturalista. Existe o quadro: dele derivam as figuras.
Segundo análise de Antonio Candido no ensaio De Cortiço a Cortiço, no cortiço de Aluísio Azevedo, a natureza brasileira "desempenha papel essencial como explicação dos comportamentos transgressivos, como combustível das paixões e até da simples rotina fisiológica. Aluísio aceita a visão romântico-exótica de uma natureza poderosa e transformadora, reinterpretando-a em chave naturalista."
De acordo com Valentin (2013), O Cortiço é um dos primeiros romances brasileiros a apresentar representações da homossexualidade. A esse respeito, afirma o autor:
[...] em O Cortiço, conclui-se que a homossexualidade é representada de duas maneiras: a primeira delas, no caso de Albino, de modo estereotipado e oblíquo, na qual ela funciona como caracterizador de um tipo social; a segunda, no caso de Pombinha e Léonie, materializada sob a forma de ato sexual, no qual o desejo, concebido como instinto animal degenerado (por ser de orientação homoerótica e por vir de uma prostituta), emerge a partir da personagem Léonie. Nesse caso, no entanto, ela não se sustenta como algo duradouro, pois ela se resume àquele ato.

## Sinopse
A obra descreve a ascensão social do comerciante português João Romão, dono de uma venda, uma pedreira e um cortiço, próximo ao sobrado de um patrício endinheirado, o comendador Miranda. A rivalidade entre os dois aumenta à medida que cresce o número de casinhas do cortiço, alugadas, na sua maioria, pelos empregados da pedreira, que também fazem compras na venda de João Romão, que, desse modo, passa a enriquecer rapidamente. Com a intenção obsessiva de tornar-se rico, João Romão economiza cada moeda e explora quem quer que seja sempre que tem oportunidade, como o faz com a escrava fugida chamada Bertoleza, que o auxilia no trabalho duro e para quem ele forjou um documento de alforria.
O sonho de João Romão é adquirir prestígio social, como seu patrício Miranda. Este, à medida que o vendeiro vai enriquecendo, passa a considerar a possibilidade de oferecer-lhe a mão de sua filha, Zulmira; assim, um amigo em comum, Botelho, se faz de intermediário das negociações e tudo fica arranjado. João Romão fica noivo de Zulmira, alcançando assim um patamar mais alto na escala social. O único inconveniente é a escrava Bertoleza, que não aceita ser descartada, para a qual João Romão arma um plano: denuncia Bertoleza como escrava fugida a seu verdadeiro dono, que vai com a polícia prendê-la. João Romão faz de conta que não sabe de nada e a entrega. Bertoleza percebe que Romão, sem coragem de mandá-la embora ou de matá-la, preparou essa armadilha para devolvê-la ao cativeiro; desesperada, ela se mata.
A narração desses fatos da vida de João Romão entrelaça-se com a narração de vários episódios dos moradores do cortiço, cuja luta pela sobrevivência é dura e cruel. O caso de Jerônimo é exemplar da visão naturalista de Azevedo; Jerônimo é um operário português contratado por João Romão para trabalhar na pedreira. É sério e honesto, casado com Piedade, também portuguesa. Eles têm uma filha criança e vivem bem como família – mas, no cortiço, Jerônimo começa a sofrer influência daquele ambiente desregrado, então apaixona-se pela mulata Rita Baiana; por ela, mata um rival e abandona a família.
Acompanhando a evolução social de João Romão, o cortiço também se desenvolve, principalmente depois de um grande incêndio, quando passa por reformas e transforma-se na "Avenida São Romão", com melhor aparência e uma população mais ordeira. A população mais baixa e miserável se transfere para outro cortiço, o "Cabeça de Gato", mantendo-se assim a engrenagem do sistema social em que predomina a lei do mais forte.

## Adaptação para o cinema
Em 1978, no Brasil foi adaptado para o cinema com interpretações de Armando Bogus, Betty Faria, Mário Gomes, Beatriz Segall e outros, direção de Francisco Ramalho Jr.